# Cnipodectes
Genre
Cnipodectes est un genre d'oiseaux de la famille des Tyrannidae.

## Liste des espèces
Selon la classification de référence du Congrès ornithologique international (version 6.4, 2016) :
- Platyrhynque brun - Cnipodectes subbrunneus (Sclater, PL, 1860)
  - Cnipodectes subbrunneus subbrunneus (Sclater, PL, 1860)
  - Cnipodectes subbrunneus minor Sclater, PL, 1884
- Platyrhynque roux - Cnipodectes superrufus Lane, Servat, Valqui & Lambert, 2007